# Vielteiliger Rautenfarn
Der Vielteilige Rautenfarn (Botrychium multifidum), auch Vielteilige Mondraute genannt, ist eine Pflanzenart aus der Gattung Rautenfarne (Botrychium) innerhalb der Familie der Natternzungengewächse (Ophioglossaceae). Er ist auf der Nordhalbkugel weitverbreitet.

## Beschreibung

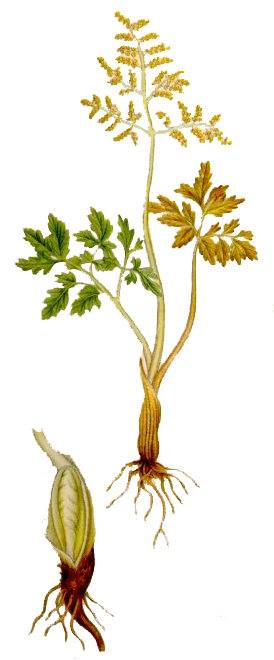
Illustration

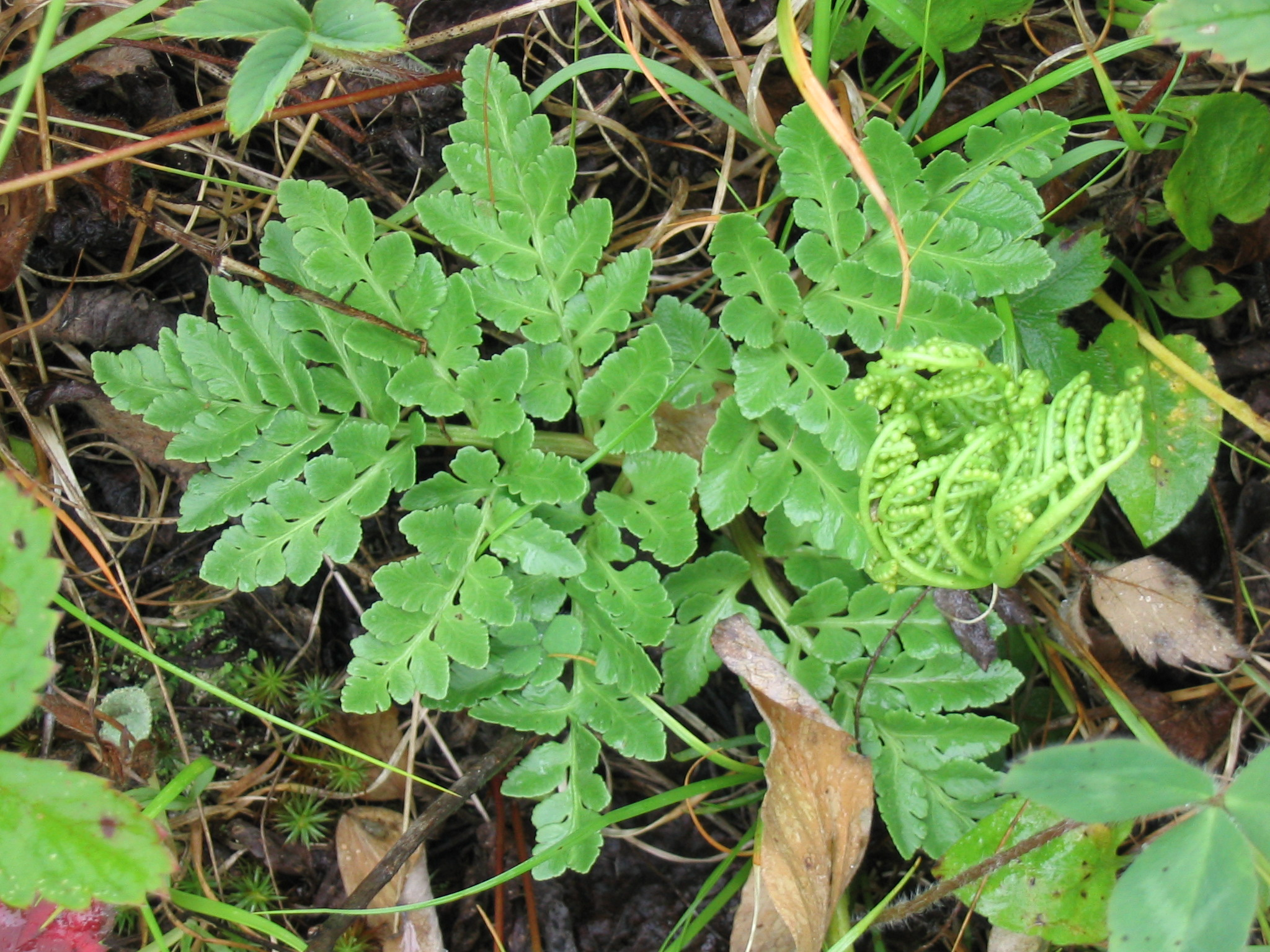
Habitus

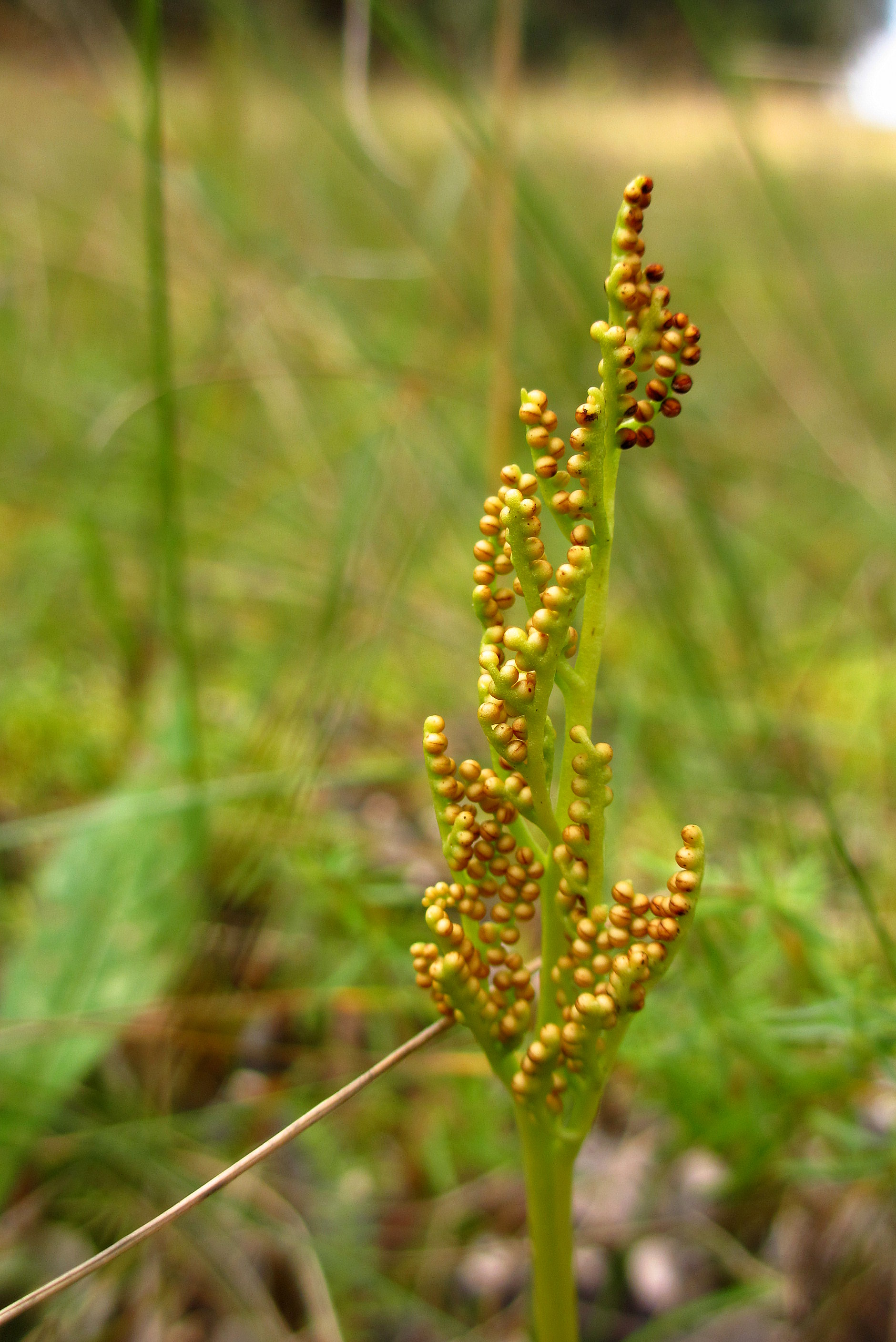
Sporangienstand

Der Vielteilige Rautenfarn ist eine sommergrüne, ausdauernde krautige Pflanze, die Wuchshöhen von 5 bis 25 Zentimetern erreicht. Er bringt jährlich zwei bis selten vier Blätter hervor, davon hat nur eines einen fertilen Abschnitt. Die sterilen Abschnitte sind bis 6 Zentimeter lang gestielt, dick, fleischig, gelbgrün, im Umriss dreieckig und doppelt gefiedert. Ihre Zipfel sind rundlich, ganzrandig oder gekerbt. Die Blätter sind anfangs dicht mit Gliederhaaren bedeckt und haben später nur noch spärliche Haarreste. Der fertile Abschnitt ist lang gestielt, doppelt bis dreifach gefiedert und überragt den sterilen Blattabschnitt weit. Der Blattstiel ist unterhalb der Trennung der fertilen und sterilen Teile nur 1 bis 4 Zentimeter lang und oft von den Blattscheiden der vorjährigen Blätter umhüllt. Die Blätter überwintern zum Teil.
Sporenreife ist von Juli bis September.
Die Chromosomenzahl beträgt 2n = 90.

## Ökologie
Beim Vielteiligen Rautenfarn handelt es sich um einen Geophyten.

## Vorkommen
Der Vielteilige Rautenfarn ist von den gemäßigten bis zu den borealen Gebieten auf der Nordhalbkugel in Eurasien und Nordamerika verbreitet. In Skandinavien findet man ihn nur vereinzelt bis 70° nördlicher Breite, im atlantischen Europa fehlt er weitgehend, im Osten wird er deutlich seltener; südwärts gibt es Funde bis zu den Alpen (hier bis in Höhenlagen von etwa 1300 Metern) und bis zu den Karpaten, über ein isoliertes Vorkommen wird auch im Apennin berichtet.
Der Vielteilige Rautenfarn besiedelt mäßig frische bis frische Silikatmagerrasen, Wegränder und lichte Wälder, er ist kalkmeidend. Er kommt gern zusammen mit Borstgras (Nardus stricta) und Blauem Pfeifengras (Molinia caerulea) vor, also in Gesellschaften der Ordnung Nardetalia. Er kommt oft in Gesellschaft der Echten Mondraute (Botrychium lunaria) und dem Ästigen Rautenfarn (Botrychium matricariifolium) vor, ist aber viel seltener und tritt öfter in Einzelexemplaren auf. In Tirol erreicht er 1740 Meter, in der Tatra 1560 Meter Meereshöhe. Er ist in Deutschland gesetzlich „streng geschützt“.
Die ökologischen Zeigerwerte nach Landolt et al. 2010 sind in der Schweiz: Feuchtezahl F = 2 (mäßig trocken), Lichtzahl L = 4 (hell), Reaktionszahl R = 2 (sauer), Temperaturzahl T = 2+ (unter-subalpin und ober-montan), Nährstoffzahl N = 2 (nährstoffarm), Kontinentalitätszahl K = 4 (subkontinental).

## Gefährdung
Die Art ist nach FloraWeb in Deutschland „vom Aussterben bedroht“. Sie ist in Deutschland streng gesetzlich geschützt. Auch in der Schweiz ist die Art „vom Aussterben bedroht“.

## Taxonomie
Der Vielteilige Rautenfarn wurde 1768 von Samuel Gottlieb Gmelin in Novi Commentarii Academiae Scientiarum Imperalis Petropolitanae Band 12, S. 517–518 als Osmunda multifida erstbeschrieben. Die Art wurde 1859 von Franz Josef Ruprecht in Beitrage zur Pflanzenkunde des Russischen Reiches, Band 11. S. 40 als Botrychium multifidum (S.G.Gmel.) Rupr.  in die Gattung Botrychium gestellt. Synonyme von Botrychium multifidum (S.G.Gmel.) Rupr.  sind Botrychium ternatum (Thunb.) Sw., Botrychium rutaefolium A. Braun  und Botrychium matricariae (Schrank) Spreng.